# Автозаводська (станція метро, Мінськ)
53°52′08″ пн. ш. 27°38′55″ сх. д. / 53.86889° пн. ш. 27.64861° сх. д.
Автозаво́дська (біл. Аўтазаво́дская) — станція Автозаводської лінії Мінського метрополітену, розташована між станціями «Партизанська» та «Могильовська». Відкрита 7 листопада 1997 року у складі третьої черги Автозаводської лінії. До 5 вересня 2001 року була кінцевою.

## Конструкція
Колонна двопрогінна мілкого закладення з однією острівною платформою.

## Колійний розвиток
Станція з колійним розвитком - пошерстний з'їзд з боку станції «Могилевська».

## Назва
До 1997 року мала проєктну назву «Автозавод».

## Виходи
Виходи зі станції ведуть до Партизанського проспекту, вулиць Кабушкіна, Центральної та будинку культури Мінського автозаводу.

## Архітектура
Станція вирішена у нетрадиційній для метробудування об'ємно-просторовій схемі: склепінна, два поверхи, розташовані під перон залом і один над ним, призначені для інженерно-технічних служб.
В основі архітектурного рішення станції - перетікання просторів перонного залу і вестибюлів. Центральний вхід у вестибюль вже з підвуличного переходу розкриває інтер'єр станції, в якому активну навантаження несуть художні композиції, розташовані на торцях зниженої частини перонного залу і виконані у техніці енкаустика. Алюмінієва стеля об'єднує вестибюль і двосвітний простір перону. У центрі перонного залу передбачені лави для сидіння і рекламні елементи. В обробці станції застосовані грецький мармур, граніт, алюміній.

## Пересадки
- Автобуси: 9, 9д, 16, 21, 22, 87с, 93, 117с, 117сд;
- Тролейбуси: 3, 16, 17, 26, 30, 34, 67, 92

## Галерея

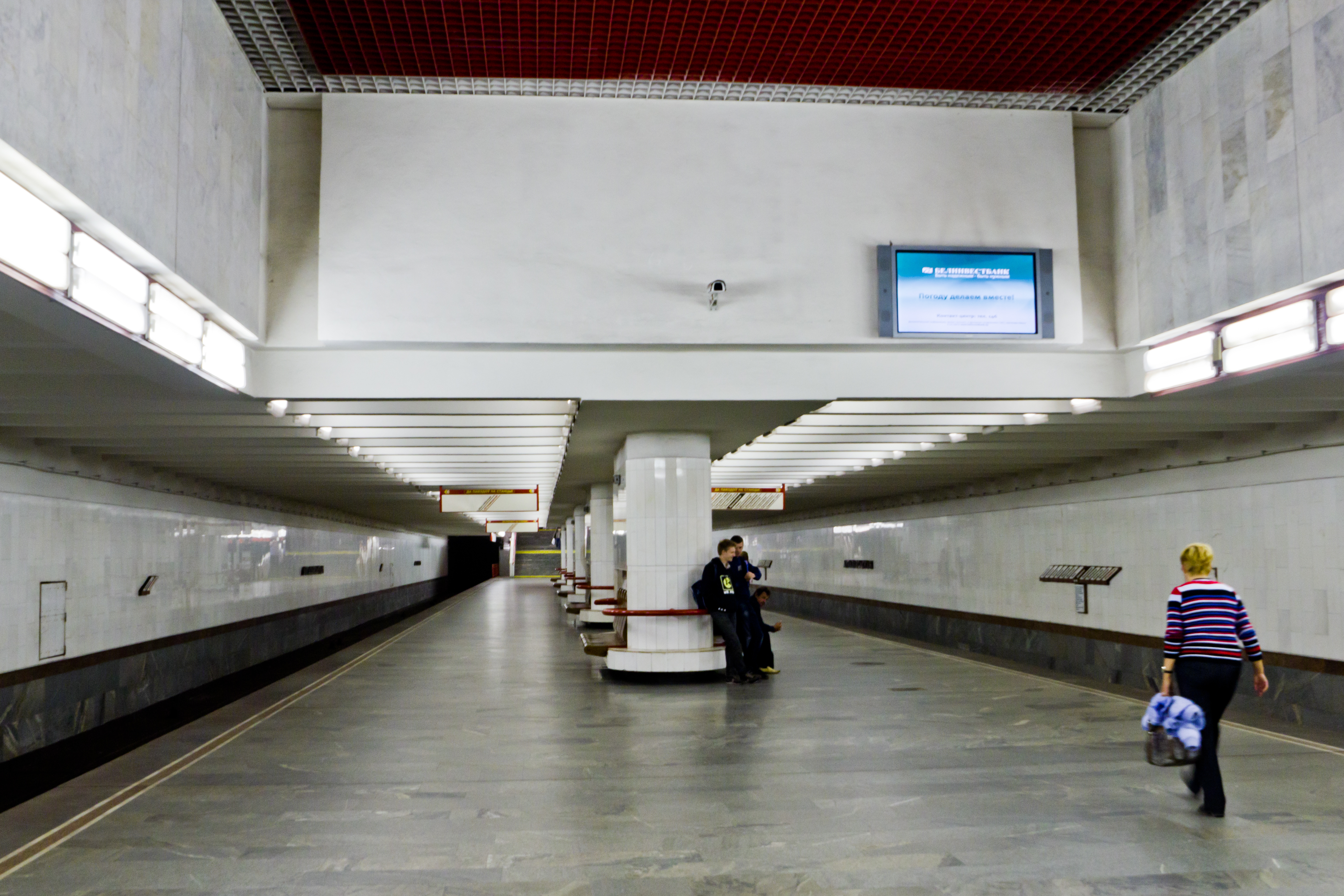
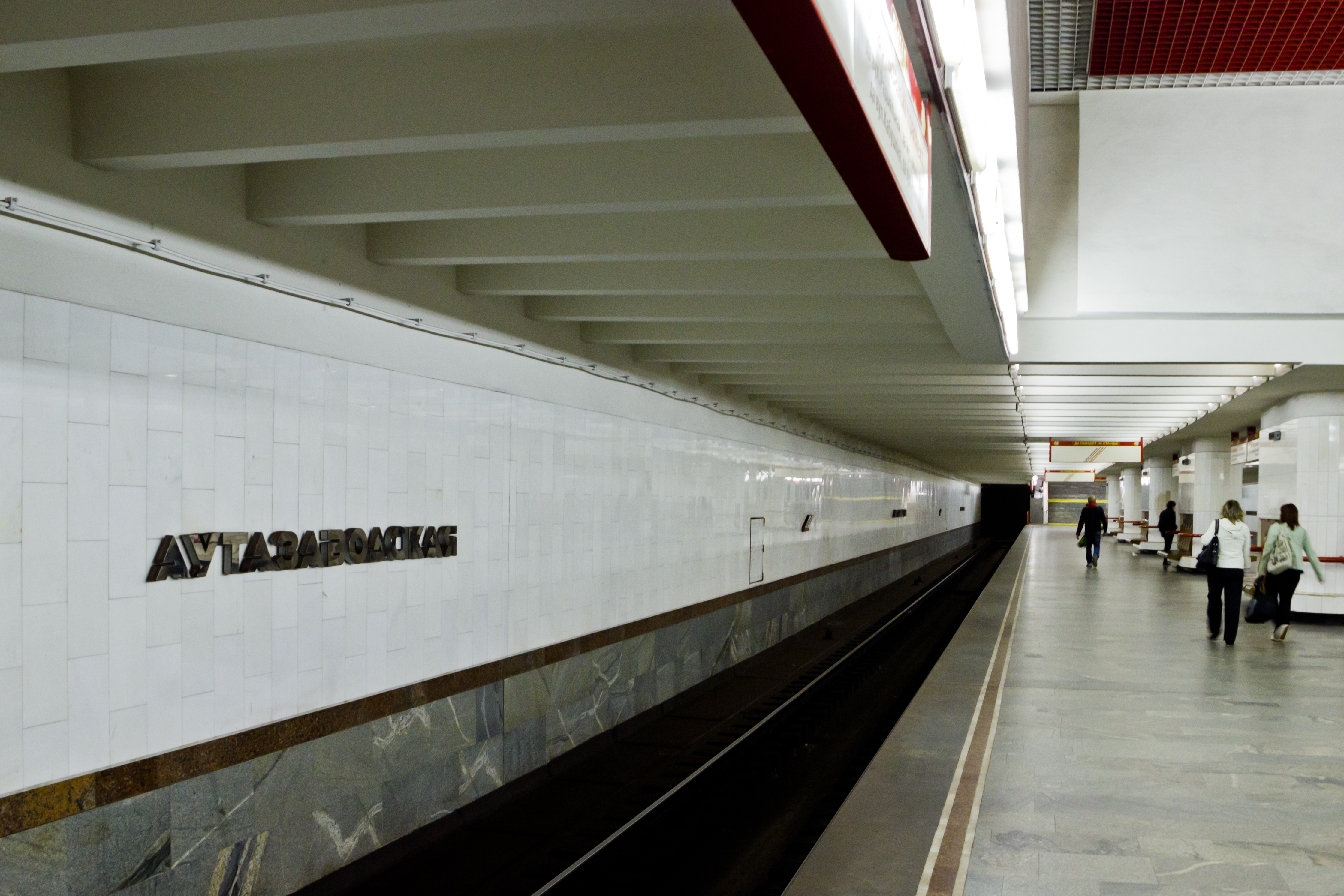
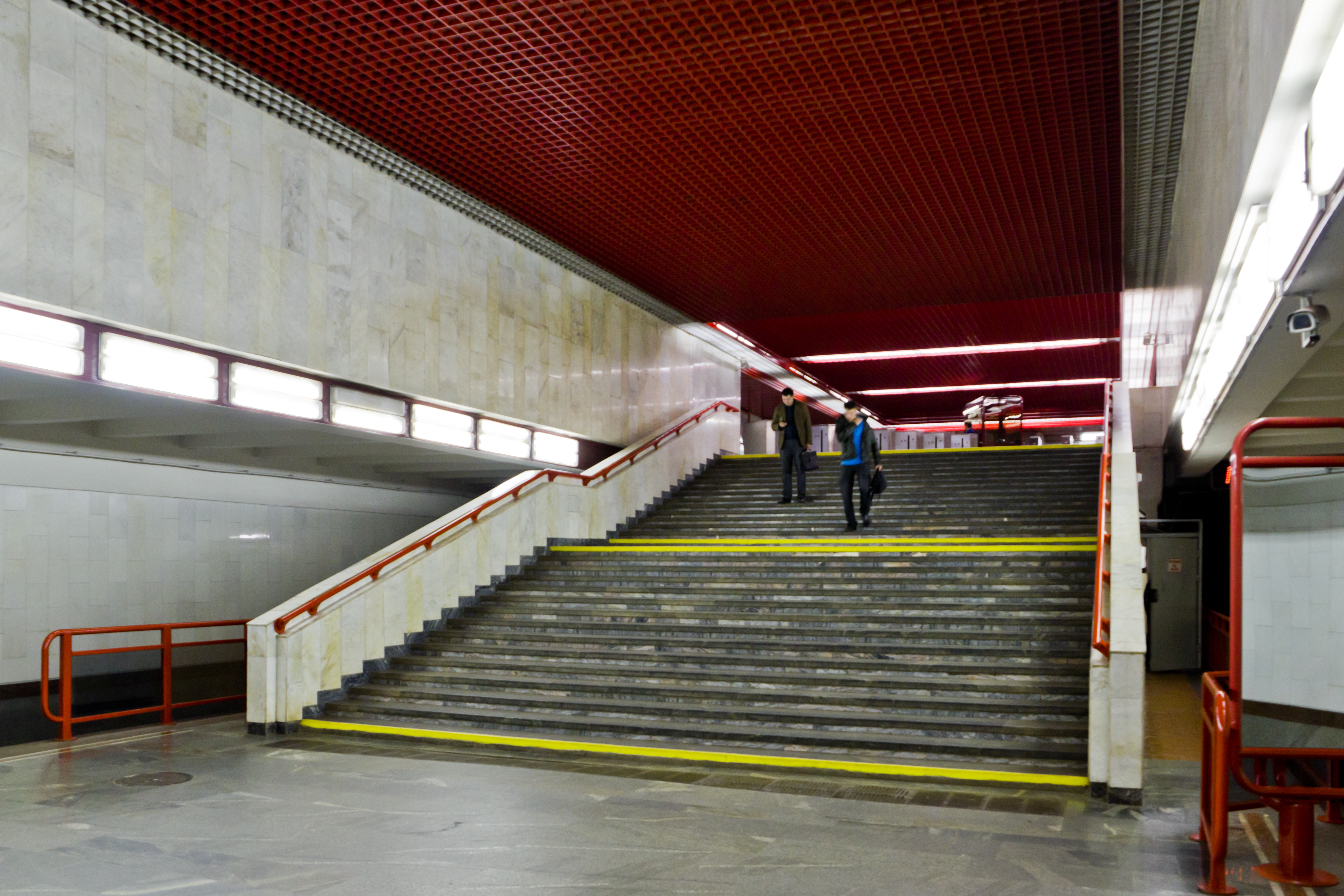